# Кригер, Яна Ивановна
Яна Ивановна Манзюк род. 20 апреля 1992 года, Барнаул) — российская волейболистка, центральная блокирующая.

## Биография
Родилась 20 апреля 1992 года в Барнауле. Начинала карьеру в клубах «Юрмаш» и «Луч».
С 2011 по 2013 год выступала за «Заречье-Одинцово». В 2013—2014 годах играла за «Воронеж».
С 2015 по 2019 год выступала за «Енисей».
В 2017 году получила звание «Мастер спорта России».
С 2019 по 2020 год играла за московское «Динамо». В 2020 году перешла в команду «Тулица». После окончания сезона 2021/2022 взяла паузу в карьере.

## Личная жизнь
Окончила [[Московский технологический университет (МГУПИ).

## Достижения

### С клубами
- Полуфиналист Кубка Вызова ЕКВ 2017
- Бронзовый призёр чемпионата России 2017
- Двукратный серебряный призёр розыгрышей Кубка России — 2017, 2018